# Negev-bedoeïenen

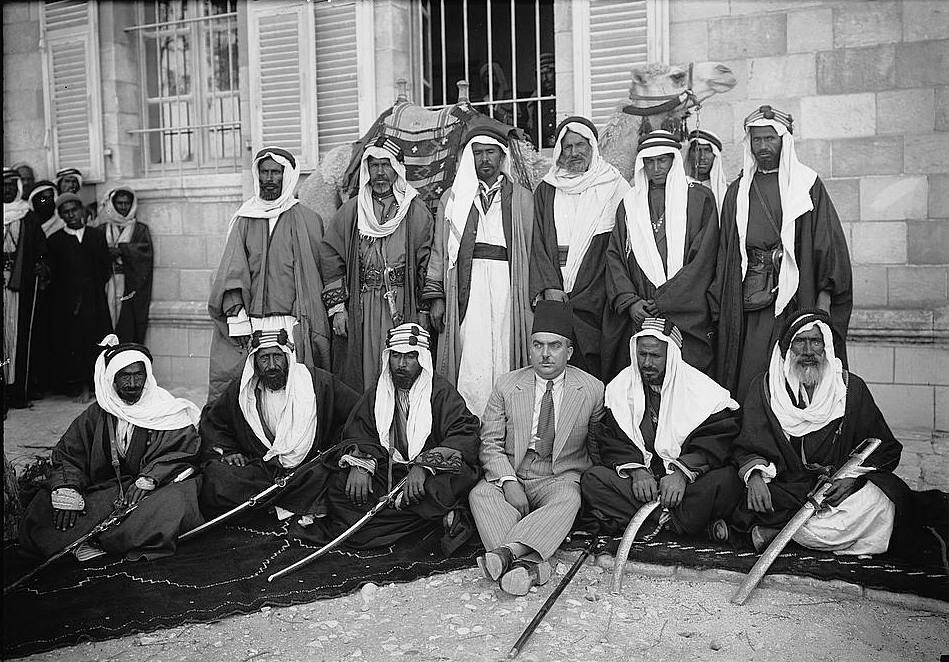
Sjeiks van de Al-Tarabinstam in 1934 in Beër Sjeva

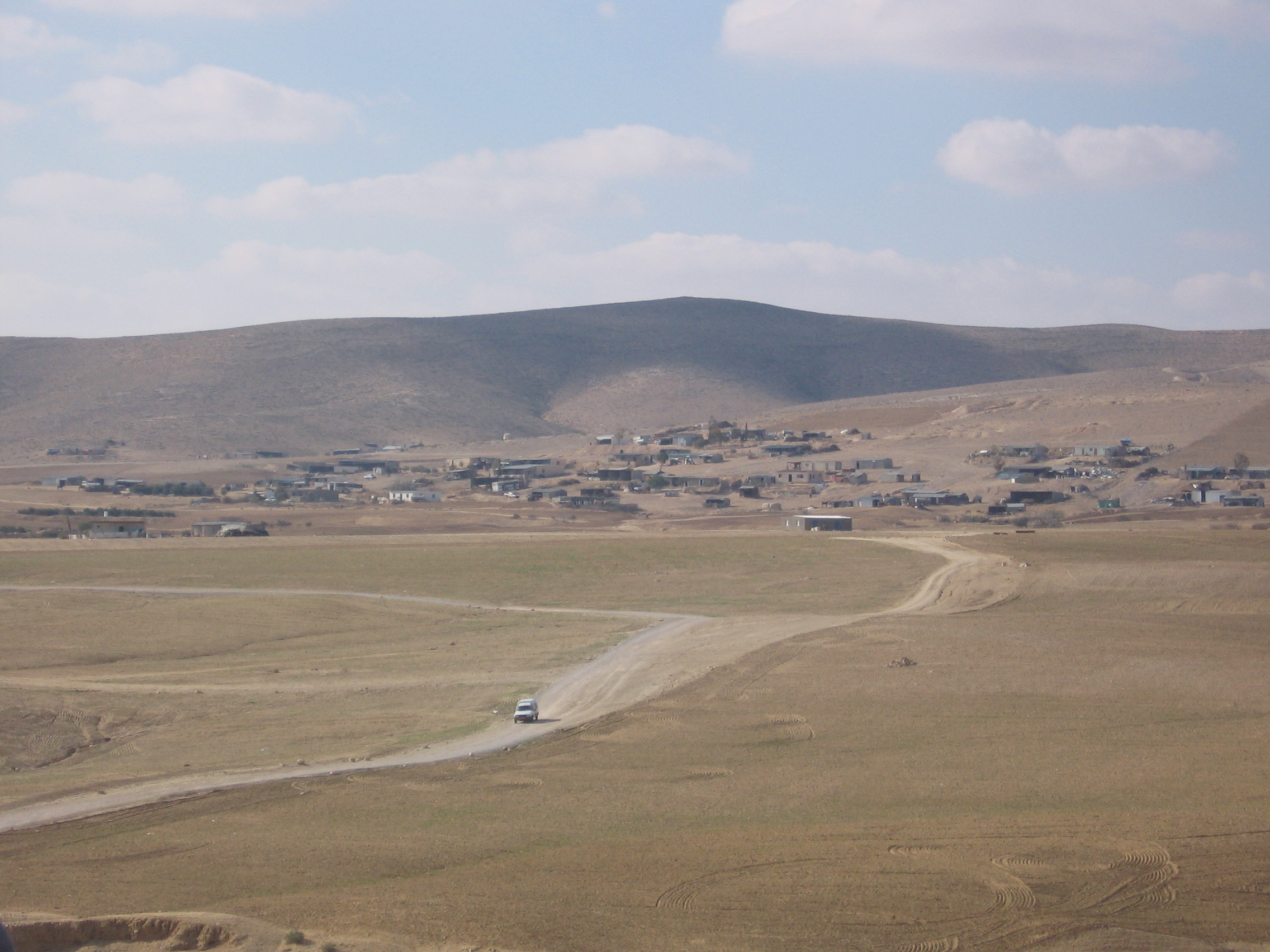
Een niet-erkend bedoeïenendorp in de Negev, januari 2008

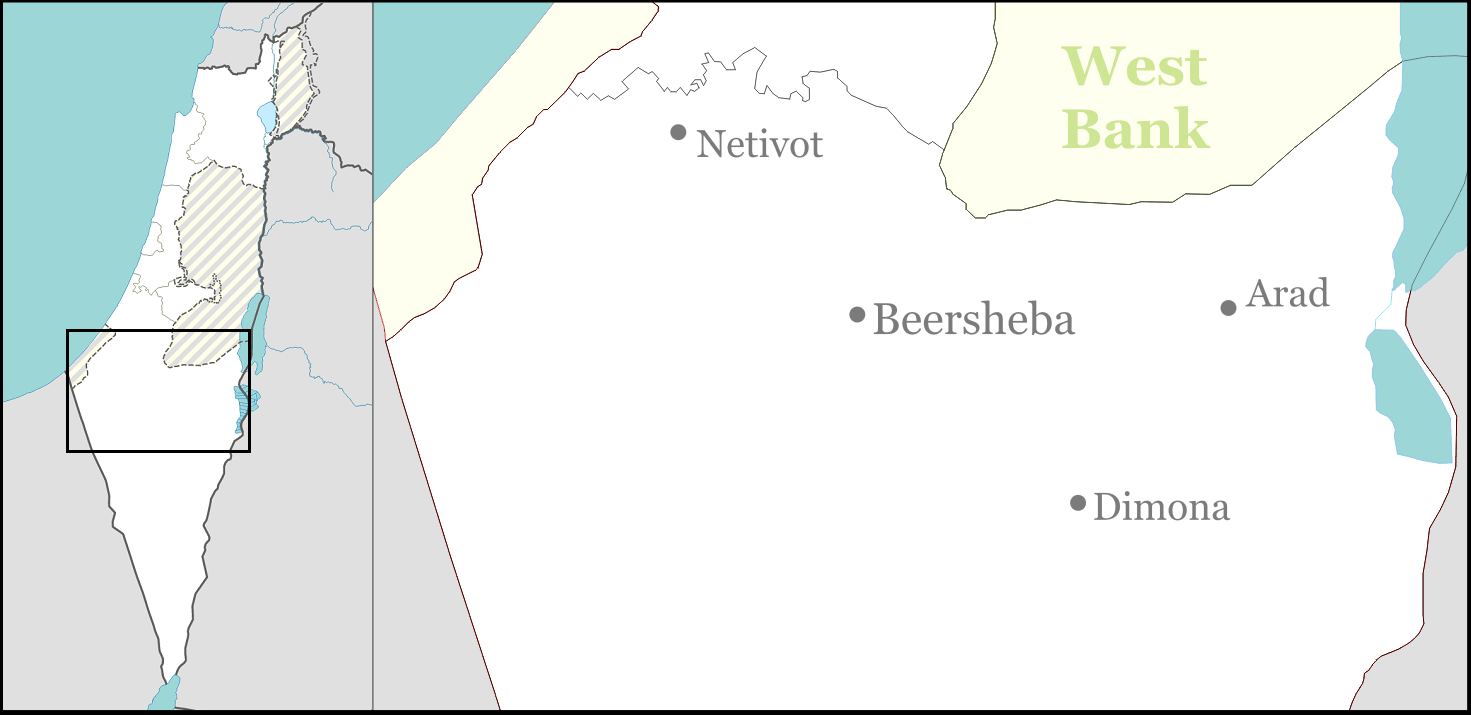
Noordelijke Negev

De Negev-bedoeïenen of Naqab-bedoeïenen zijn een van oorsprong nomadisch of half-nomadisch levend volk, dat voornamelijk in het noordoosten van de Negev-woestijn in Israël woont. Tot aan de Tweede Wereldoorlog waren de bedoeïenen vrijwel de enige inheemse inwoners van de Naqab/Negev. Zij leefden in tenten en trokken met  hun geiten, schapen, ezels en kamelen van plek naar plek door de woestijn op zoek naar weidegronden, zonder zich iets van nationale grenzen aan te hoeven trekken.
Meerdere stammen – onderverdeeld in clans – trokken in het verleden rond in de regio Palestina, inclusief Transjordanië, Gaza en de Sinaï. Hun voornaamste verblijfplaats was de Negev/Naqab. Afhankelijk van de seizoenen verbleven zij tijdelijk ook in het oosten en noorden van de regio. Identiteit en cultuur zijn voor hen nauw verbonden met het grondgebied waarop zij leven. Door regeringspolitiek en door concurrerende volken die aanspraak op het grondgebied maakten  werden zij geleidelijk gedwongen tot een bestaan op ingeperkte vaste plekken.
Vóór de stichting van Israël in 1948 leefden in de noordelijke Negev zo'n 90.000 bedoeïenen die tussen de twee en drie miljoen dunam land in gebruik hadden. Hun claims daarop werden in de jaren '70 grotendeels afgewezen. In 2008 hadden ze nog 650.000 dunams, waarvan uiteindelijk zo'n 58 dunam overbleef. Van de 90.000 bewoners bleven er slechts circa 10 à 11.000 over. De rest moest, net als de meeste andere Palestijnse vluchtelingen, in 1947-1949 tijdens de Nakba vluchten. Israël liet in 1949 alleen die bedoeïenen-stammen terugkeren die zich bereid verklaarden het gezag van de Israëlische staat te erkennen en zich te vestigen op de plekken die hen door de staat zouden worden toegewezen.
In de nieuwe staat Israël resteerden kleine dorpen, deels daterend van vóór de stichting van Israël, deels nieuw opgericht door van hun land verdreven bedoeïenen. Die dorpen werden door Israël gedwongen geconcentreerd in een gebied dat bekend staat als de Siyag.,p. 11 Deze dorpen staan bekend als de "unrecognized villages" (‘niet-erkende dorpen’). Ze werden niet erkend door Israël en derhalve niet opgenomen in een planningswet van 1965 en de meeste grond werd bestemd als landbouwgrond, waardoor bouwvergunningen voor nieuwe huizen niet mogelijk waren en de dorpen bij wet een illegale status kregen. Aanspraken van bedoeïenen op hun historische grondeigendomsrechten worden door de Israëlische regering doorgaans afgewezen, of er wordt gedeeltelijke schadevergoeding uitgekeerd in ruil voor het afstand doen van verdere claims.
Vanwege de verklaarde illegaliteit zijn en worden de bedoeïenen-dorpen voortdurend in hun voortbestaan bedreigd. Waar zij regeringsplannen in de weg staan worden hun huizen regelmatig gesloopt. Sinds de 1970er jaren waren dat er duizenden.,p. 3 Slechts ongeveer een tiental van deze bedoeïenen-dorpen werd na 2000 officieel door de staat erkend.
Israël heeft sinds zijn bestaan een politiek gevoerd om de Negev-bedoeïenen zoveel mogelijk in de Siyag te concentreren, om het zo vrijkomende grondgebied voor andere doeleinden te ontwikkelen. Het meeste land werd door de staat in beslag genomen en tot staatsland verklaard.,p. 112-113  De staat Israël, in samenwerking met de semi-staatsbedrijven Jewish Agency en JNF, wenste (en wenst) de Negev vooral te ontwikkelen voor de vestiging van nieuwe Joodse immigranten, industrie en algemene infrastructuur. Er wordt gestreefd naar een regionale Joodse meerderheid. Zo werd in 2003 een groots plan gepresenteerd, dat mede bedoeld was als demografisch tegenwicht voor de bedoeïenen-bevolking. Volgens Human Rights Watch streeft de regering naar maximale controle over het gebied en naar toename van de Joodse bevolking in de regio om strategische, economische en demografische redenen.
Israël bouwde speciaal voor de bedoeïenen in de Siyag een aantal 'townships', waar de bewoners veel minder grond tot hun beschikking hebben. Ze moesten daarbij afstand doen van hun traditionele levenswijze en afzien van de aanspraken op hun voorvaderlijke grond. Tussen 1968 en 1989 bouwde de staat 7 townships, waarvan de grootste Rahat is. Meer dan 100.000 Negev-bedoeïenen werden onder drang en dwang van de staat hiernaar overgebracht of gedeporteerd. Druk werd onder andere uitgeoefend door agressief en destructief optreden tegen de bedoeïenenbevolking en -dorpen, inclusief het slopen van woningen, het inperken van weidegronden en vernietigen van oogsten.
In 2011 nam de regering van Benjamin Netanyahu het Begin-Prawer Plan aan, bedoeld om een eind te maken aan de niet-erkende dorpen en de eigendoms-claims van de bedoeïenen. Netanyahu presenteerde het als een plan voor economische ontwikkeling en voorspoed voor de bedoeïenen. Formeel was het streven naar het zoveel mogelijk legaliseren van de dorpen, maar in de praktijk bleek het echter te gaan om het snel overbrengen van zoveel mogelijk inwoners naar de bedoeïenen-townships en de overigen onder te brengen in bestaande en nieuwe dorpen in de Siyag.
Het Prawer-plan werd na vele protesten eind 2013 uitgesteld, maar de staat ging in de geest van het Prawer-plan op andere wijzen door met de uitvoering ervan. Dat gebeurt sindsdien door middel van grote projecten waarvoor huizen en andere bebouwing in de dorpen moeten verdwijnen. Het gebruikelijke beleid sinds de 1970er jaren om regelmatig huizen in niet-erkende dorpen te slopen,p. 3 werd sinds het Prawer-plan door de Israëlische staat versneld voortgezet. Het aantal gesloopte bouwsels in de dorpen is sindsdien gestadig gestegen.
In Galilea, in het noorden van Israël, lagen eveneens niet-erkende Palestijnse bedoeïenen-dorpen. Verschillende uit de Negev verdreven stammen hadden zich daar en in nog andere regio's gevestigd met, onder druk van de staat, opgelegde beperkingen in bewegingsvrijheid. De noordelijke dorpen werden uiteindelijk door de staat erkend, maar kregen pas tussen 1994 en 2001 de status van gemeente. In Galilea wonen ongeveer 60.000 bedoeïenen; in centraal Israël nog eens zo'n 10.000.
Op de door Israël bezette Westelijke Jordaanoever leven vijf Palestijnse bedoeïenen-stammen die oorspronkelijk in de Naqab/Negev woonden. Ook hier worden de bedoeïenen-dorpen door Israël in hun bestaan bedreigd. Huizen en infrastructuur, ook door de internationale gemeenschap gesteunde projecten, worden hier regelmatig door het Israëlische defensieleger (IDF) vernietigd, materialen gestolen en de inwoners verdreven. Veelal in samenwerking met kolonisten uit de Israëlische nederzettingen.

## Onder Ottomaans staatsbestuur
Vanaf 1858 begonnen de Ottomanen met de registratie van landeigendom in de Naqab, om dit gebied economisch te benutten en belastinginkomsten te genereren. Door registratie viel men tevens onder de dienstplicht. Het meeste land in de Naqab was gedefinieerd als voor cultivering ongeschikt staatsland, aangeduid als Mawat.
Stammen begonnen onderlinge oorlogen om weide- en landbouwgronden, om dit op hun naam te laten registreren. In 1906 publiceerde de Ottomaanse regering een kaart waarop de Naqab was ingedeeld in gebieden voor verschillende stammen. De 6 stammen die waren vermeld waren: Azazma, Ah’eiwat, Tarabin, Sa’idyin, Tayaha en Jabarat.,p. 56 Hoewel veel bedoeïenen hun land niet lieten registreren respecteerden de Ottomanen wel hun gewoonterechten, omdat zij geen belang hechtten aan de droge woestijngrond. Het land was verdeeld volgens overeenkomsten tussen de stammen.
Onder het Ottomaans bestuur vond er al een algemene overgang plaats van een puur nomadische naar een half-nomadische levenswijze, waarbij vanuit een vaste woonplaats landbouw werd gecombineerd met een herderlijk bestaan. Daarbij bleef de traditionele stammencultuur, met iedere afzonderlijke stam verbonden met een bepaald grondgebied, intact. In deze periode ontwikkelde zich ook het specifieke systeem van landeigendom zoals dat ook nog in de hedendaagse dorpen wordt toegepast.,p. 12
In 1900 werd, volgens Kark en Frantzman, Beersheba (Bir el-Saba) als eerste nomadennederzetting in de Naqab gevestigd als steunpunt van de regering. Hiervoor werd grond gekocht van de Azazma-stam en in het eerste decennium groeide het aantal inwoners tot 800. Een aantal sheiks vestigde zich in Beersheba. Er werd tevens een eigen rechtbank voor Azazma-aangelegenheden gevestigd, geleid door 33 sheiks. Meer dorpen werden gebouwd voor moslim-immigranten en pachtboeren uit Gaza, evenals regeringsgebouwen. Een Egyptische kaart uit 1919 vermeldt niet meer dan 153 huizen.,p. 56 Het feit dat de grond voor Beersheba was aangekocht werd – naast belasting- en andere documenten – later tegenover de Israëlische staat aangevoerd als bewijs dat de bedoeïenen wel degelijk grondeigendom in de Negev hadden.,p. 7
Tijdens de Eerste Wereldoorlog vochten de bedoeïenen van de Negev met de Turken tegen de Britten, maar trokken zich later terug uit het conflict. Sheikh Hamad Pasha al-Sufi (overleden in 1923) leidde een troepenmacht van 1500 man van de stammen Al-Tarabin, Al-Tayaha en Al-Azazma die zich bij het Turkse offensief tegen het Suezkanaal aansloten.

## Onder Brits mandaatsbestuur

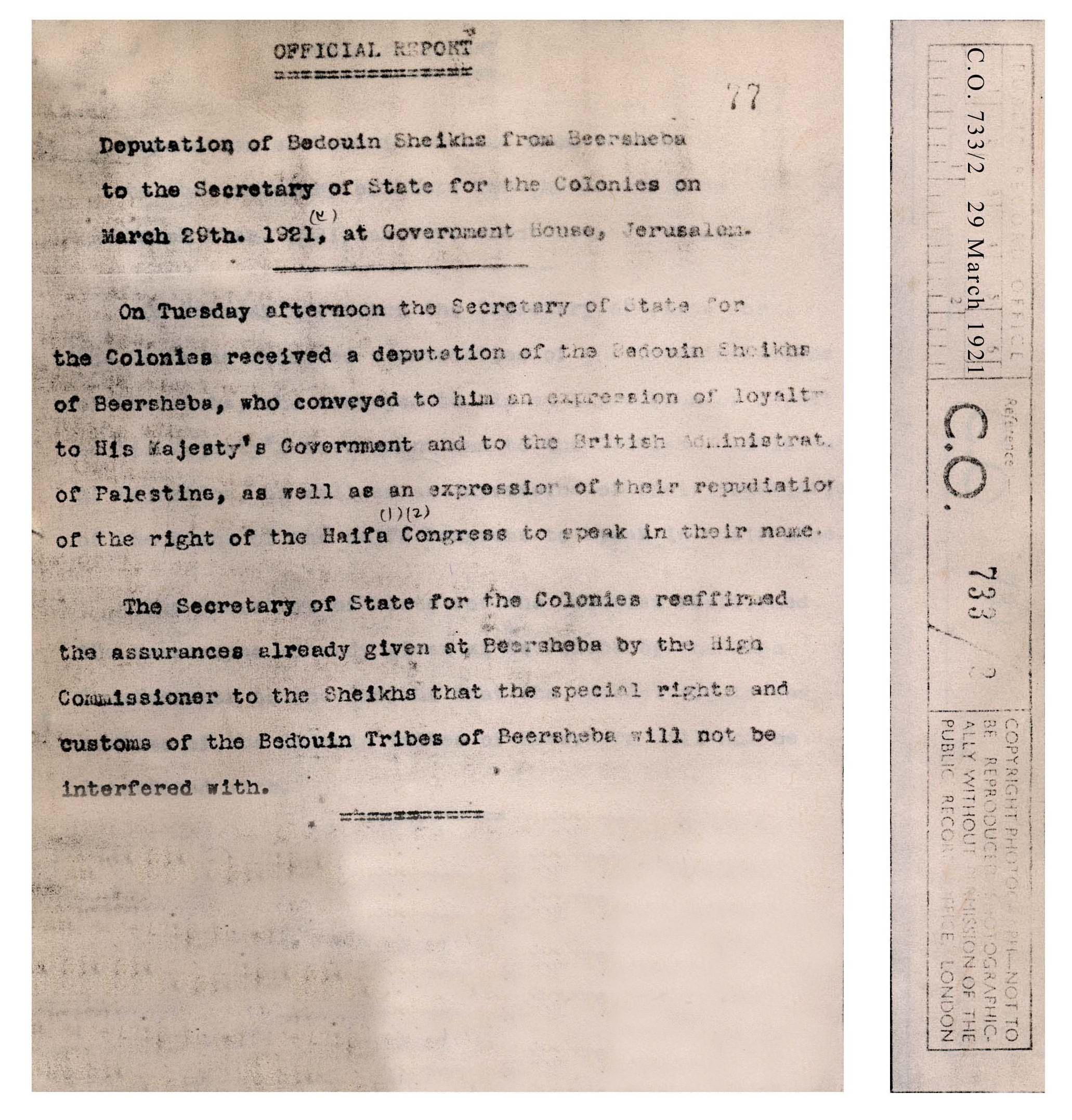
Rapport uit 1921, waarin de overeenkomst met de bedoeïenen wordt vermeld, dat hun gewoonterechten gerespecteerd zullen blijven worden.

De Britse periode begon met de bezetting van het gebied in de Eerste Wereldoorlog, die in 1922 via de Volkenbond werd geformaliseerd door de toekenning van het Brits Mandaat voor Palestina. De Britten trachtten in de Negev zoveel mogelijk de status quo te handhaven en samen te werken met de bedoeïense bevolking. Zij respecteerden, net zoals tevoren de Ottomanen, hun gewoonterechten, waarbij de bedoeïenen het land onderling verdeelden. In een rapport uit 1921, aan het begin van het Brits Mandaat, vermeldt de toenmalige Minister voor de Kolonies Winston Churchill, dat de bedoeïenen van Beersheba hun loyaliteit aan het Britse bestuur hebben betuigd en dat hij heeft herbevestigd, dat de Britten op hun beurt hun gewoonterechten zullen blijven respecteren (zie afbeelding). Het gebied beschouwden de Britten als geopolitiek strategisch, maar overigens als waardeloos droog en onvruchtbaar land.

### Hope Simpson-rapport
Het Britse Hope Simpson-rapport uit 1930 geeft een onnauwkeurige schatting van circa 100.000 bedoeïenen in 5 clusters van verbonden stammen (main Tribes), die weer waren onderverdeeld in 75 sub-stammen. De meesten leefden nomadisch in de regio Beersheba en zuidelijk en oostelijk daarvan, maar een aanzienlijk aantal trok ook door de Jordaanvallei. Een kleiner aantal trok ook door de noordelijke gebieden. De Negev-bedoeïenen verklaarden, volgens het rapport, dat zij gewoon waren om gedurende de zomermaanden hun vee in het noorden van Palestina te laten grazen wanneer er in het zuiden geen groen meer beschikbaar was. De kuddes aten de restanten van de oogsten. Een zekere Mr. Snell, rapporteerde over zulke traditionele graasrechten. Officiële rapporten bevestigen migraties naar de Jordaanvallei en het noorden van Palestina. Joodse media beweerden dat de bedoeïenen expres hun kuddes lieten grazen om de Joodse kolonisatie te dwarsbomen, terwijl de Arabische media zeiden dat de migraties elk zomerseizoen plaatsvonden.

### Volkstellingen

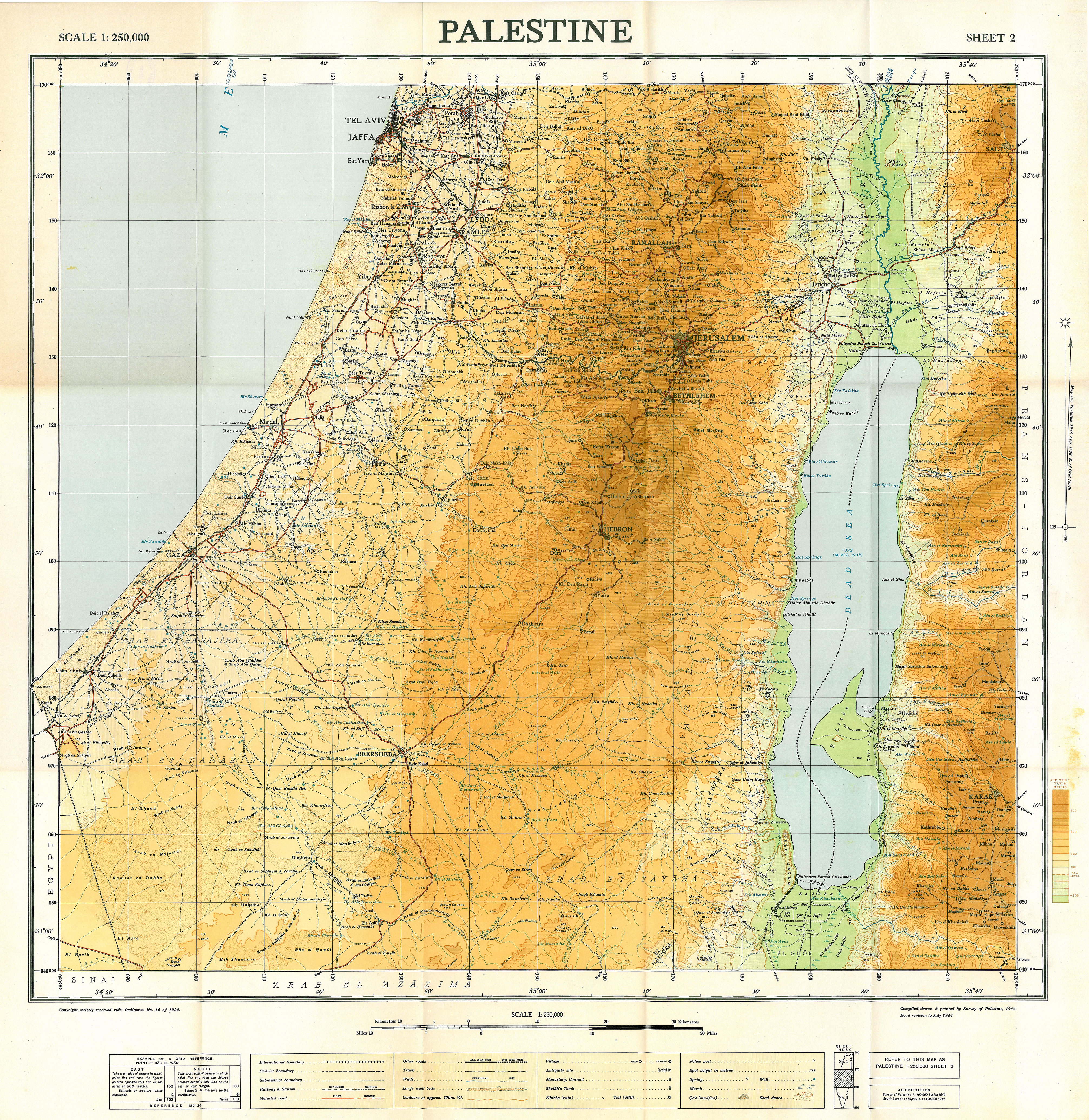
Gedetailleerde Britse topografische kaart uit 1944, met vermelding van stam-gebieden

Tijdens de volkstelling van 1922 werden een kleine 73.000 nomaden geteld.,p. 60 In 1931 waren dat er volgens een ruwe schatting ruim 66.000. Dit betrof alleen bedoeïenen die doorgaans in het subdistrict Beersheba verbleven. Zij vormden bijna de totale bevolking van het Beersheba subdistrict, dat vrijwel de hele Negev omvatte. Zo'n 142 moslims hadden een vaste verblijfplaats in de woestijn, terwijl dat er in 1944 150 waren. Slechts een handjevol Joden had zich er in 1931 gevestigd, wat in 1944 was opgelopen tot 150. Alleen in de plaats Beersheba woonden in 1931 permanent circa 2.800 moslims en in 1944 5.360.
In de 1930er jaren werden 77 verschillende stammen geregistreerd. Alle stammen die in 32 gebieden van het Beersheba-subdistrict land cultiveerden betaalden aan het Britse bestuur belasting, behalve de leden van twee sub-stammen.,p. 63 Voor 1946 werd de schatting van 1931 gehandhaafd. Het UNSCOP-rapport van 3 september 1947 gaf voor de actuele situatie een hogere schatting van 90.000. Een Britse notitie van 1 november 1947 corrigeerde dit getal evenwel tot 92.000 en vermeldt voor de rest van het land nog eens 35.000 bedoeïenen. Deze notitie vermeldt verder dat de bedoeïenen in heel Palestina de regio Beersheba als hun thuisgebied beschouwen.
In 1946 werd in de Negev een telling gehouden op basis van luchtfotografie in combinatie met een volkstelling. De foto's toonden dat de bedoeïenen in meerderheid nog in tenten leefden, verspreid over een groot gebied. Ze waren vooral geconcentreerd in het noordwesten, waar de meeste neerslag valt en dus landbouw mogelijk is. Ook in Gaza woonden veel bedoeïenen. Buiten de plaats Beersheba waren er geen bedoeïenen-steden. De toenmalige bevolking wordt door sommige onderzoekers geschat op 57.000 tot 65.000, gebaseerd op een schatting van het aantal bewoners per waargenomen tent, zodat deze schatting onnauwkeurig blijft.,p. 73-76 Dit aantal wijkt af van de 92.000 in de Britse notitie, die in par. 4 naar dezelfde luchtfoto's verwijst.

## Pre-1948 kolonisatie van de Negev
Hoewel de Negev grotendeels droog en dor woestijngebied is, zag Israël het als potentieel vestigingsgebied voor Joodse immigranten. Reeds sinds de Britse Commissie-Peel in 1937 een eerste verdelingsplan had voorgesteld, waarin de Negev onderdeel van een Arabische staat zou worden, streefden de zionisten naar een versterkte kolonisering van dit gebied. De latere eerste premier van Israël David Ben-Gurion schreef in datzelfde jaar 1937 aan zijn zoon, dat "de Negev is bestemd voor Joodse burgers en dat ze de Arabieren moeten verdrijven en hun plaats innemen. Als zij [de zionisten] daarbij geweld zouden moeten gebruiken, zou dat niet zijn om de Arabieren in de Naqab te beroven en hen te deporteren, maar om "ons recht om ons op die plaatsen te vestigen" te garanderen.",p. 5
In 1946 waren er nauwelijks nederzettingen van Joden in de Negev. In reactie op een nieuw verdelingsplan van Herbert Morrison en Henry F. Grady in juli 1946, waarin de Negev aan de Arabieren zou worden toegewezen, werd door Joden op 6 oktober van dat jaar in één dag een koloniseringsproject uitgevoerd, waarin 11 nieuwe nederzettingen in de noordelijke Negev werden opgericht, om ervan verzekerd te zijn dat de Negev deel uit zou maken van een Joodse staat.
Het Sub-Committee 2 van het Ad hoc Committee on the Palestinian Question schreef in par. 65 van zijn rapport van november 1947, dat er in dit gebied 1.020 Joden woonden tegenover 103.820 Arabieren. De in Appendix III bijgevoegde Britse notitie van 1 november vermeldt dat de Negev-bedoeïenen waren gehuisvest in 3.389 huizen en 8.722 tenten. Het voegt daar aan toe dat zij 2 miljoen dunam land cultiveerden, waarvan het grootste deel lag in het noorden en noordwesten van het district.

## 1947-1949
1947-1949 was een overgangsperiode waarin het Britse Rijk had zijn militaire greep op het land goeddeels verloren. Die periode stond in het teken van VN-verdelingsplan (dat voorzag in de verdeling van het Mandaatgebied Palestina in twee staten), de beëindiging van het Brits Mandaat, en de stichting van de staat Israël met de daarop volgende Arabisch-Israëlische Oorlog van 1948. Gedurende deze Nakba, zoals deze oorlog in de Arabische wereld wordt genoemd, moest het grootste deel van de Arabische/Palestijnse bevolking uit Palestina vluchten of werd er uit verdreven.
Tijdens de oorlog werden de meeste bedoeïenen-dorpen, die eerder waren ontstaan op gekochte en gepachte stukjes landbouwgrond, vernietigd en hun bewoners werden verdreven naar Egyptisch en Jordaans gebied. De meeste dorpjes die de oorlog overleefden lagen ten oosten en zuiden van Beersheba.,p. 24 De Negev-bedoeïenen vluchtten hoofdzakelijk naar Gaza en de Sinaï en naar de (toen nog) door Jordanië bestuurde Westelijke Jordaanoever. De Jahalin werden op de Westoever de grootste bedoeïenen-gemeenschap.
Vóór de stichting van Israël leefden er nog zo'n 90.000 bedoeïenen in de noordelijke Negev. Volgens Swirski en Hasson leefden voor de oorlog de Negev-bedoeïenen (70.000 in aantal) voornamelijk in het noorden en noordwesten van de Negev.,p. 9-10  Na de Nakba waren hiervan nog slechts circa 10 à 11.000 over. Demografische gegevens rond Israël zijn altijd controversieel geweest. De meeste bronnen, waaronder de Knesset noemen een aantal van 11.000. Ook het aantal van 10.000 wordt vaak genoemd.

## Onder Israëlisch staatsbestuur
De in Israël wonende bedoeïenen hebben de Israëlische nationaliteit als zijnde Israëlische staatsburgers van Palestijnse afkomst.

### Niet-erkende bedoeïenen-dorpen
In de nieuwe staat Israël resteerden kleine bedoeïenen-dorpen. Deze bevinden zich in het noordoosten van de Negev-woestijn, door de bedoeïenen de "Naqab" genoemd. De meeste dorpen liggen oostelijk en zuidelijk van de stad Beër Sheva. Deels dateren zij nog van vóór de stichting van Israël, deels werden zij gevormd door van hun land verdreven bedoeïenen, die door de staat gedwongen werden geconcentreerd in een gebied dat bekend staat als de Siyag.
Van de 19 tribes die uiteindelijk in Israël gevestigd waren, leefden er 8 reeds in de Siyag op hun voorvaderlijke land. De andere 11 werden vanaf 1949 naar dit gebied gedeporteerd en hun leden werden zo interne vluchtelingen van Israël. Hier werden zij tot 1966 onder militair bestuur geplaatst, zoals dat het geval was met alle gebieden met een overwegend Arabische bevolking. In eerste instantie werd deze maatregel ingevoerd uit veiligheidsoverwegingen. Een militair gouverneur hield er toezicht op dat de bedoeïenen niet ongecontroleerd hun gebied verlieten.
Israël wilde de Negev ontwikkelen voor de vestiging van nieuwe Joodse immigranten en industrie. De verspreid liggende bedoeïenen-dorpen en de aanspraken van de bedoeïenen op het land, dat zij als hun traditionele eigendom beschouwden, werd door de staat gezien als een grote belemmering. De dorpen werden daarom niet geaccepteerd en staan daarom algemeen bekend als de "unrecognized villages" (‘niet-erkende dorpen’). In de literatuur is vaak sprake van 46 niet-erkende dorpen. Deze lijst betreft de 46 dorpen die in de Regional Council of the Unrecognized Villages in the Negev (RCUV) werden opgenomen. 
In het Master Plan for the Unrecognized Bedouin Villages in the Negev uit 2011/2012 is een lijst met 39 dorpen opgenomen. Het zijn niet de enige die op enig moment bestaan hebben. De primitieve aard van de dorpen, afgestemd op het bedoeïenen-bestaan, maakt dat zij in korte tijd kunnen ontstaan of verdwijnen. Bovendien heeft het Israëlische leger met regelmaat bedoeïenen-dorpen vernietigd, waardoor zij zich niet konden ontwikkelen.
De RCUV werd in 1997 opgericht om de niet-erkende dorpen in the Negev te verenigen en voor hun belangen op te komen. Hij maakt geen deel uit van het officiële Israëlische bestuurssysteem. De dorpen beslaan samen met de bedoeïenen-townships nog geen 3% van de Negev. Hoewel hun territorium vóór het ontstaan van Israël de hele Negev omvatte, claimen ze slechts ongeveer 5% landeigendom. In 2012 woonde volgens Bimkom/RCUV 70-75% van de inwoners van de 46 niet-erkende dorpen in oorspronkelijke dorpen van vóór het ontstaan van Israël. De overige dorpen herbergen afstammelingen van interne vluchtelingen die tussen 1951 en 1966 door de staat naar de Siyag werden overgebracht.,p. 11
Ook na 1948 hielden de bedoeïenen vast aan hun traditionele stammencultuur en de traditionele verdeling van landeigendom. Dat wil zeggen dat ieder dorp toebehoort aan een bepaalde tribe of clan en dat daarin iedere familie zijn eigen stukje grond heeft. Binnen dit collectieve grondeigendom wordt het land niet formeel toegewezen, maar ingedeeld volgens afspraken tussen de families.,p. 24-25
Van de oorspronkelijke 46 niet-erkende dorpen zijn er anno 2021 nog altijd 35 niet door de staat erkend en in hun bestaan bedreigd door de concentratie-politiek van Israël. Israël hanteert voor deze dorpen de termen "Bedouin diaspora" of "illegale dorpen". De overige werden als erkende dorpen ingedeeld bij de door Israël opgerichte vertegenwoordigingen Al-Kasom Regional Council (AKRC) en Neve Midbar Regional Council (NMRC).

### Israël's bevolkingspolitiek
De eerste Israëlische regering onder leiding van premier David Ben-Goerion verzette zich tegen de terugkeer van de bedoeïenen uit Jordanië en Egypte. De regering zag de Negev als een potentieel thuis voor de massa Joodse immigranten, waaronder Joodse migranten en vluchtelingen uit Arabische landen. In de daaropvolgende jaren werden in de Negev zo'n 50 Israëlische nederzettingen gesticht.
De nieuwe regering gaf pas in 1952 de bedoeïenen identiteitskaarten af. Het landbeleid van Israël werd grotendeels aangepast aan de Ottomaanse landregelgeving van 1858. Volgens de Ottomaanse landwet van 1858 werden gronden die niet als particulier eigendom waren geregistreerd, beschouwd als staatsland. Bedoeïenen waren echter niet gemotiveerd om land te registreren waarop ze woonden, omdat grondbezit voor hen extra verantwoordelijkheden betekende, waaronder belastingen en militaire plichten, en het creëerde een nieuw probleem omdat ze het moeilijk vonden om hun eigendomsrechten te bewijzen. Israël vertrouwde voornamelijk op Tabu-opnames. Het grootste deel van het bedoeïenenland viel onder de Ottomaanse klasse van 'niet-werkbaar' (mawat) land en behoorde dus onder de Ottomaanse wet toe aan de staat. Israël nationaliseerde het grootste deel van de Negev-landen met behulp van de Land Rights Settlement Ordinance die in 1969 werd aangenomen.

#### Concentratie-politiek
Israël heeft sinds zijn ontstaan een politiek gevoerd om de Negev-bedoeïenen zoveel mogelijk in de Siyag te concentreren, om het zo vrijkomende grondgebied voor andere doeleinden te ontwikkelen. Het meeste land werd door de staat in beslag genomen en tot staatsland verklaard. De twee hoofdinstrumenten daarvoor waren het instellen van militaire zones en het toepassen van ontwikkelingsplannen waarvoor land in beslag genomen moest worden.,p. 112-113 
De Israëlische concentratie-politiek is in drie fasen onder te verdelen:
1. Regionale concentratie direct na de oorlog van 1947-1949 om geo-politiek-militaire redenen. Kort na de stichting van Israël werden de achtergebleven bedoeïenen naar de Siyag gedeporteerd. De stammen groepeerden zich volgens de bestaande sociale of familie- verwantschappen.
2. Beperking van de verspreiding van de bedoeïenen binnen dit gebied. Urbanisering door de bouw van townships binnen dit concentratie-gebied vanaf 1964, om er bedoeïenen van elders naar over te brengen. In 1967/68 werd het eerste township Tel Sheva, gebouwd. De regering begon druk uit te oefenen op de vluchtelingen in de Siyag om zich hierin te vestigen. De bedoeling was om uiteindelijk de gehele bedoeïenen-bevolking in de Siyag rond deze 7  townships te concentreren. In tegenstelling tot bij andere bevolkingsgroepen, werd hier slechts één ontwikkelingsmodel toegepast.
3. Het introduceren van een tweede model vanaf eind 1990er jaren. Naast het uitbouwen van de townships werden ook enkele nieuwe bedoeïenen-gemeenschappen binnen het concentratie-gebied gepland, ter vervanging van de bestaande niet-erkende bedoeïenen-dorpen. Hoewel het tweede model meer rekening houdt met de tribale sociale structuur, is dit nog steeds gericht op een snelle urbanisering van de bedoeïenen en negeert hun behoefte aan land en plattelandsleven. De nieuwe dorpen werden in 2003 officieel gemeentelijk georganiseerd in de Abu Basma Regional Council.,p. 112-115

##### Townships

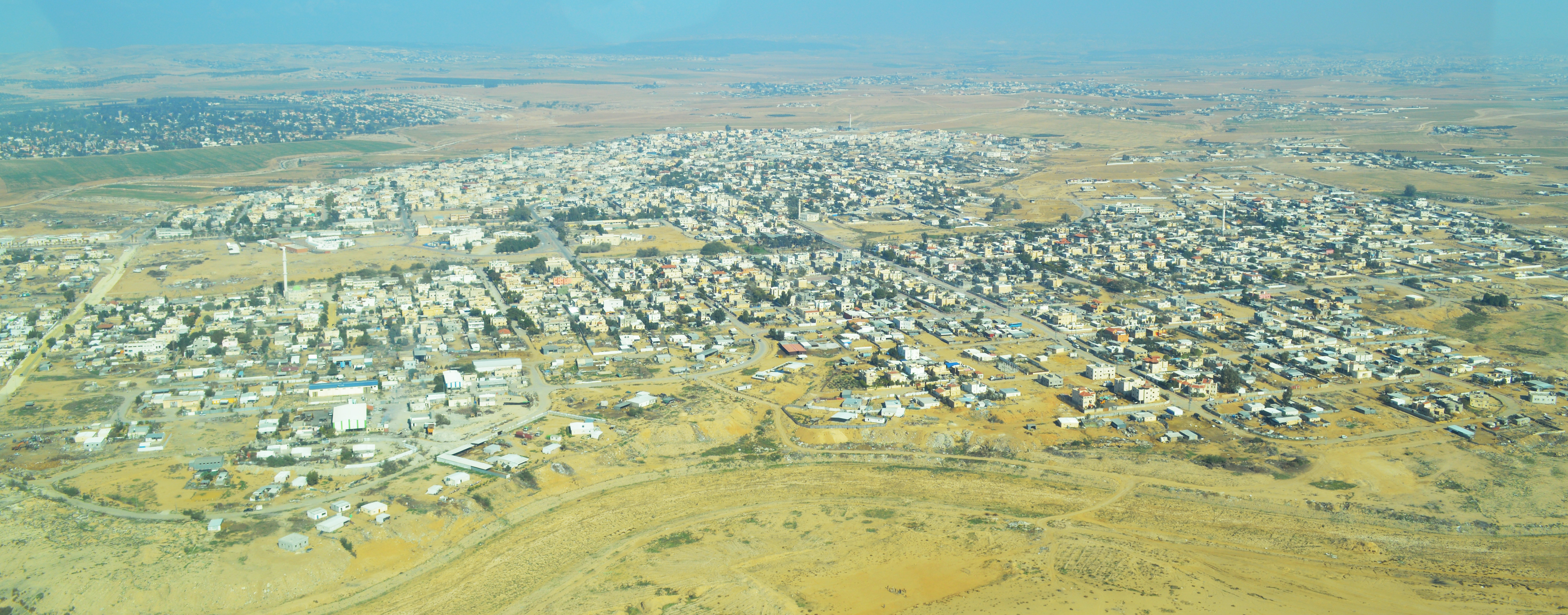
Gedetailleerde luchtfoto van de bedoeïenen-township Tel Sheva, 2012 (klik voor details)

Tussen 1968 en 1989 bouwde de staat 7 townships voor de huisvesting van bedoeïenen uit de niet-erkende dorpen, waar zij veel minder grond tot hun beschikking hadden en gedwongen afstand moesten nemen van hun traditionele leefwijze en afzien van de aanspraken op hun voorvaderlijke grond. De staat beloofde in ruil geld te investeren en te zorgen voor basisvoorzieningen.
De grootste bedoeïenenplaats in Israël is de stad Rahat, opgericht in 1971. Andere steden zijn onder meer Tel as-Sabi (Tel Sheva) (opgericht in 1969), Shaqib al-Salam (Segev Shalom) in 1979, Ar'arat an-Naqab (Ar'ara BaNegev) en Kuseife in 1982, Lakiya in 1985 en Hura in 1989. Degenen die naar deze townships werden gestuurd waren voornamelijk de bedoeïenen zonder landaanspraken.
Volgens een rapport uit 2002 werden de nederzettingen gebouwd met minimale investeringen en was de infrastructuur in de loop van drie decennia niet veel verbeterd. In 2002 waren de meeste woningen niet aangesloten op het riool, was de watervoorziening grillig en waren de wegen niet toereikend. In 2008 werd een treinstation geopend in de buurt van Rahat.

#### Goldberg Comité
In 2005 keurde de regering van Sharon een ontwikkelingsplan voor de Negev-woestijn goed. Dat plan had tot doel de Joodse bevolking in de regio te laten groeien van 535.000 tot 900.000 inwoners in 2015. Daarvoor werd land van de bedoeïenen tot staatseigendom verklaard en huizen in bedoeïenendorpen gesloopt.
Een comité onder leiding van de gepensioneerde rechter Eliezer Goldberg kreeg in 2008 van de regering de opdracht om aanbevelingen te doen voor een overeenkomst met de bedoeïenen. Hij adviseerde erkenning van de meeste dorpen, en daarmee hun historische banden met hun land, het aanbieden van een legaliseringsproces voor de meeste huizen en het opzetten van een comité voor het afhandelen van de claims op land. Goldberg stelde ook dat de bedoeïenen moesten worden beschouwd als gelijke burgers en niet als wetsovertreders of indringers. Ook werd de gedwongen verhuizing naar de 'Siyag' bekritiseerd.
In januari 2009 keurde de regering het rapport van het "Goldberg Committee for the Arrangement of Arab Settlement in the Negev" goed. Daarop kreeg Ehud Prawer, directeur van de Planning Policy Division van Netanyahu's ministerie de opdracht om de voorstellen uit te voeren.

#### Prawer-plan (2011)
In september 2011 presenteerde het kabinet Benjamin Netanyahu een (gewijzigd) plan, op basis van een rapport van Ehud Prawer. Het voorzag in: een legale status voor de bedoeïenen-gemeenschappen, economische ontwikkeling, het 'oplossen' van de eigendomsclaims over land en het bindend maken, uitvoering en afdwinging van het plan volgens een tijdsschema. De erkende bedoeïenen zouden worden opgenomen in de Abu-Basma Regional Council en de gemeenschappen in een masterplan voor het Beër Sjeva- District.
Volgens dat Prawer-plan moesten in feite zo'n 30.000 bedoeïenen uit niet-erkende dorpen verhuizen naar de reeds overbevolkte zeven townships en enkele nieuw te bouwen dorpen; hun oude huizen zouden worden gesloopt. Het vrijkomende land van zo'n 50 procent, werd bestemd voor onder andere de ontwikkeling en bouw van militaire bases, ter vervanging van militaire voorzieningen elders, en voor het ontwikkelen van nieuwe Joodse gemeenschappen. De regering trachtte Israëlische Joden daar naar toe te lokken met gunstige hypotheken en belastingvoordelen. De bedoeïenen protesteerden er fel tegen en noemden het etnische zuivering.

##### Protesten
Tegenstanders protesteerden tegen het Prawerplan, omdat die tegen de richtlijnen van het Goldberg-rapport ingingen. De 46 niet-erkende dorpen, sinds 1997 georganiseerd in de Regional Council of Unrecognised Villages (RCUV),p. 25 waren niet vertegenwoordigd in het comité, noch geraadpleegd. Ze presenteerden samen met de NGO Bimkom en de Bedouin women’s group 'Sidreh" een alternatief plan. Ook vanuit de internationale gemeenschap klonken grote zorgen over het Prawer-plan.
Het Europees Parlement (EP) veroordeelde het Prawerplan sterk en riep op om het terug te trekken. Daarbij legden ze een link met Israëls politiek in de bezette Palestijnse gebieden. Daarbij sloot het EP zich aan bij de International Convention on the Elimination of All Forms of Racial Discrimination van 21 december 1965 van de Verenigde Naties, die door Israël ondertekend was.

##### Aanvulling Prawerplan
In juni 2013 werd de Wet voor Regulering van Bewoning door Bedoeïenen in de Negev-woestijn ingevoerd, waarmee de kwestie van land en huisvesting zou moeten worden 'geregulariseerd'. Onder meer door gedwongen verplaatsing van de 35 niet-erkende bedoeïenendorpen in het gebied. Op 14 juli 2013 gaf het kabinet goedkeuring aan dit ontwikkelingsplan voor de jaren 2013-2017, dat binnen vijf jaar de Negev zou omvormen tot basis voor het Israëlische defensieleger (IDF). Volgens dat plan zouden de gemeentes Beër Sjeva, Dimona, Yerucham, Arad, Ofakim en de regionale Raad van Merhavim verklaard worden tot nationale gemeentes met voorrang voor dit doel. Daarnaast zou de Negev, en met name Beër Sjeva, een belangrijk high-techcentrum worden voor de staat Israël.
De beslissing voor deze ontwikkeling was een aanvulling op het vijf-jaren Begin-Prawerplan voor de ongeveer 200.000 bedoeïenen tellende bevolking in de Negev. Het plan zat reeds in zijn tweede jaar en nu werden er industriële, commerciële en landschapsaspecten aan toegevoegd.

##### Aanhoudend protest
In november 2013 stond in het centrum van Haifa het gewone leven stil vanwege knokpartijen van honderden Arabische Israëli met veiligheidstroepen. Er waren ook protesten in Oost-Jeruzalem, een Arabische stad in centraal Israël, bij een Israëlische nederzetting grenzend aan de Westelijke Jordaanoever, in Gaza en in diverse steden in Europa, Noord-Amerika en het Midden-Oosten. De grootste demonstratie was in Hura in de Negev, met meer dan 1000 mensen. Daar waren confrontaties tussen stenengooiers met de politie die traangas, granaten en een waterkanon gebruikte. Premier Benjamin Netanjahu veroordeelde de protesten: "De pogingen van een rumoerige en gewelddadige minderheid om een betere toekomst voor een grote bevolking te miskennen is ernstig. We zetten deze wet door om daarmee alle burgers van de Negev te voorzien van een betere toekomst." Een jonge Arabische activist zei: "Mijn generatie ziet dat er geen recht of gelijkheid is voor Arabische Israëli, meer en meer land wordt afgenomen."In het Verenigd Koninkrijk ondertekenden 50 publieke figuren een brief tegen het plan als een middel van systematische discriminatie en separatie.
Bedoeïenen, andere Arabische burgers van Israël en Palestijnen op de bezette Westelijke Jordaanoever zeiden dat het plan landroof is om Joden te bevoordelen ten koste van hen. Ze wijzen op het gebrek aan voortgang in de laatste door de VS bijgestane vredesbesprekingen tussen Israël en de Palestijnen. Bij het protest in Haifa zei Haneen Zoabi, een Palestijns parlementslid, tegen Reuters: "Wij waren hier voordat Israël bestond. Wat zij doen in de Negev is wat ze ons al lange tijd aandoen."  Navanethem Pillay, de Hoge Commissaris voor de Mensenrechten zei dat "it would accelerate the demolition of entire Bedouin communities, forcing them to give up their homes, denying them their rights to land ownership, and decimating their traditional cultural and social life in the name of development".

### Sloop van huizen en dorpjes
De uitvoering van het Prawerplan werd na de vele protesten eind 2013 uitgesteld, maar in de geest van het plan ging de staat gewoon door om het op andere manieren door te voeren, en wel door middel van plannen voor grote projecten waarvoor huizen en andere bebouwing in de dorpen moeten verdwijnen. Het gebruikelijke beleid sinds de 1970er jaren om regelmatig huizen in niet-erkende dorpen te slopen,p. 3 wordt sinds het Prawer-plan door de Israëlische staat versterkt voortgezet.
Sinds 2013 en met name sinds 2017, steeg het aantal gesloopte bouwsels gestadig. En evenals op de bezette Westelijke Jordaanoever, inclusief Oost-Jeruzalem, steeg ook het aantal door de eigenaren zelf gesloopte eigendommen dramatisch. Dit gebeurde onder dreiging van slooporders van de staat, en werd gedaan om geldstraffen met de daarbij gepaard gaande traumatische ervaringen te voorkomen of om nog eigendommen en materiaal te redden.

#### Al-Araqeeb
In maart 2021 werd het dorp al-Araqeeb voor de 185ste keer sinds 2010 door het leger gesloopt, en in april 2023 voor de 215de keer, de 4e keer in dat jaar.

#### Ras Jrabah
Een Israëlische rechtbank gaf in juli 2023 toestemming om het niet-erkende bedoeïenendorp Ras Jrabah te slopen, om plaats te maken voor een nieuwe wijk voor de stad Dimona. De 500 inwoners zouden daarmee hun huis verliezen en bovendien per woning een boete van ruim 30.000 dollar betalen. Ze zouden gedwongen worden verplaatst naar het verpauperde bedoeïenendorp Qasr al-Sir. Het land behoorde al vóór de vestiging van Dimona tot de Al-Hawashleh bedoeïenenstam. Amnesty International  veroordeelde de beslissing van de rechtbank om het dorp te slopen als "diepgaande discriminatie die Palestijnse burgers van Israël onder Israëlische apartheid ondergaan".
Al sinds 2019 trachtte de staat de inwoners van Ras Jrabah via rechtszaken te verdrijven en verklaarden het gebied als "staatsland". In november 2024 keurden de autoriteiten het uitbreidingsplan goed. Adalah en Bimkom ging namens inwoners in beroep bij de districtsrechtbank. Er werden drie nieuwbouwwoningen gesloopt, omdat ze geen bouwvergunning konden aanvragen en ze dus automatisch als illegaal worden beschouwd en voortdurend bedreigd met sloop.

## Externe verwijzingen
- (en) Kaart met locaties van de Arabische bedoeïenendorpen in de Negev-Naqab
- Arab Jahalin: Return to Tal Arad vimeo.com, 2009
- Report by the Special Rapporteur on the rights of indigenous peoples, James Anaya, p. 24-25, ohchr.org, 22 augustus 2011
- (en) Nomads Against Their Will Adalah, september 2011
- (en) Bedouins ICAHD, 2016
- (en) Position Paper: The Time has Come for Israel to Recognize the Bedouin Villages of ʿAtīr and Umm al-Ḥīrān Negev Coexistence Forum for Civil Equality, december 2015
- (en) 40,000 Bedouin May Be Driven from Their Homes gepubliceerd op 17 juni 2013
- The Negev: Development or discrimination? youtube, 2 december 2013
- (en) Rabbis for Human Rights
- De geschiedenis van de Palestijnse Bedoeïenen in de Negev-Naqab EAJG, 15 juni 2017
- (en) Coercive Environments: Israel’s Forcible Transfer of Palestinians in the Occupied Territory BADIL Resource Center for Palestinian Residency and Refugee Rights, februari 2017
- (en)  Jahalin
- (en) Israel: Army Demolishing West Bank Schools hrw.org, 25 april 2018
- (en)  Bedouin, minorityrights.org